# Communauté de communes mer et terres d'Opale
La communauté de communes mer et terres d'Opale est une ancienne communauté de communes française, située dans le département du Pas-de-Calais et la région Nord-Pas-de-Calais, arrondissement de Montreuil.
En janvier 2017, la communauté d'agglomération des Deux Baies en Montreuillois est créée par la fusion transformation des trois communauté de communes du Montreuillois, Opale Sud et Mer et Terres d'Opale en communauté d'agglomération.

## Territoire communautaire

### Composition
La communauté de communes est composée des communes suivantes :
| Nom                    | Code Insee | Gentilé        | Superficie (km2) | Population (dernière pop. légale) | Densité (hab./km2) |
| ---------------------- | ---------- | -------------- | ---------------- | --------------------------------- | ------------------ |
| Bréxent-Énocq          | 62176      | Bréxentois     | 7,27             | 686 (2014)                        | 94                 |
| Camiers                | 62201      | Camièrois      | 16,13            | 2 654 (2014)                      | 165                |
| Cormont                | 62241      | Cormontois     | 9,71             | 333 (2014)                        | 34                 |
| Cucq                   | 62261      | Cucquois       | 13,16            | 5 126 (2014)                      | 390                |
| Étaples                | 62318      | Étaplois       | 12,95            | 11 087 (2014)                     | 856                |
| Frencq                 | 62354      | Frencquois     | 19,81            | 812 (2014)                        | 41                 |
| Le Touquet-Paris-Plage | 62826      | Touquettois    | 15,31            | 4 380 (2014)                      | 286                |
| Lefaux                 | 62496      | Lefausiens     | 8,25             | 239 (2014)                        | 29                 |
| Longvilliers           | 62527      | Longvillois    | 10,99            | 256 (2014)                        | 23                 |
| Maresville             | 62554      | Maresvillois   | 2,46             | 95 (2014)                         | 39                 |
| Merlimont              | 62571      | Merlimontois   | 21,49            | 3 289 (2014)                      | 153                |
| Saint-Aubin            | 62742      | Saint-Aubinois | 4,54             | 266 (2014)                        | 59                 |
| Saint-Josse            | 62752      | Judossiens     | 21,10            | 1 156 (2014)                      | 55                 |
| Tubersent              | 62832      | Tubersentois   | 6,90             | 493 (2014)                        | 71                 |
| Widehem                | 62887      | Widehemois     | 7,20             | 243 (2014)                        | 34                 |

## Administration

### Siège
Le siège de l'intercommunalité est situé à l'aéroport du Touquet-Côte d'Opale.

### Élus
La Communauté est administrée par un Conseil communautaire composé, pour le mandat 2014-2020, de 42 conseillers municipaux représentant chacune des communes membres.
Le conseil communautaire du 11 avril 2014 a réélu son président, Daniel Fasquelle, Maire du Touquet-Paris-Plage, et désigné ses 8 vice-présidents, qui sont : 
1. Philippe Fait, maire d’Étaples, délégué au développement économique et à la gestion des ressources humaines ;
2. Jean-François Rapin, maire de Merlimont, délégué au développement et environnement durable et à la gestion durable des déchets ménagers ;
3. Walter Kahn, maire de Cucq, délégué à l’aménagement de l’espace et du cadre de vie ;
4. Geneviève Margueritte, Maire de Lefaux, déléguée aux affaires sociales, éducatives et culturelles ;
5. Jean-Claude Pourtau, maire-adjoint de Frencq, délégué aux finances ;
6. Gaston Callewaert, maire de Camiers, délégué au tourisme, aux sports et loisirs nautiques et aquatiques ;
7. Jean-Claude Descharles, maire de Saint-Josse, délégué aux technologies de l’information et de la communication et à la vie citoyenne ;
8. Michel Sauvage, maire de Cormont, délégué à la sécurité et mutualisation.

Le conseil a également élu un conseiller délégué, Bertrand Lefebvre, maire de Saint-Aubin, chargé de la surveillance des plages.
Ensemble, le président, les vice-présidents et le conseiller délégué forment le bureau de l'intercommunalité pour le mandat 2014-2020,.

### Liste des présidents
| Période                                  | Période  | Identité         | Étiquette | Qualité |
| ---------------------------------------- | -------- | ---------------- | --------- | --- |
| Les données manquantes sont à compléter. |          |                  |           | |
| ?                                        | En cours | Daniel Fasquelle |           | Maire du Touquet-Paris-Plage (2008 → 2017) Député du Pas-de-Calais (2007 → 2020) Réélu pour le mandat 2014-2020 |

### Compétences
Selon la communauté de communes mer et terres d'Opale, (le 17 septembre 2007) la compétence "Assainissement non collectif" est en étude mais est encore loin d'être réellement mise en place. Cela reste un projet en cours. Ainsi, les communes relatives à ce groupement ne possèdent pas de SPANC, pour le moment.

### Régime fiscal et budget
Le budget total de la CCMTO pour l'exercice 2014 est de 41,3 millions d’euros, dont 29,7 M € sont affectés au fonctionnement et 6,2 M € aux investissements.

## Pour approfondir